# Óscar Nebreda
Óscar L. Nebreda Abadía, que firma simplemente como Óscar, es un editor e historietista español, nacido en Barcelona en 1945, caracterizado por su humor festivo y provocador. Entre sus personajes más conocidos figuran El Profesor Cojonciano, "notario de la actualidad", y Jordi Culé.

## Biografía
Tras publicar en 1970 la serie Tromp en el tebeo en lengua catalana L'Infantil, fundó, aún en la dictadura, revistas satíricas como Barrabás y El Papus, sufriendo varios juicios y amenazas. 
En 1977, en el contexto de la Transición, fundó El Jueves, de la que es editor (junto a J.L. Martín) y dibujante. Aunque al principio hubo nuevos actos de censura, la estabilización del sistema permitió a él y los demás dibujantes seguir trabajando.
También ha trabajado para Tele/eXprés y El Periódico.
A comienzos de la temporada 1990/91 de Primera División, la cadena pública de televisión catalana TV3 lanzó su personaje animado Jordi Culé.
En 1995 ejerció de contertulio en el programa de fútbol de Onda Cero.
En 2006 la falla valenciana Archiduque Carlos - Chiva, contaba con él para elaborar su monumento en el que participarían sus personajes y los de la revista El Jueves para satirizar la actualidad valenciana.
El 28 de diciembre de 2010 (coincidiendo con el Día de los Santos Inocentes) anunció su retiro del medio.

## Valoración
Jesús Cuadrado lo considera el mejor guionista de historietas de su generación.

## Obra
Series
- 1970 Tromp (en "L'Infantil")
- 1974 sin título y semanal (en "El Papus")
- 1976 Por la boca muere el pez... (en "El Papus"); colectiva
- 1976 Desde el gallinero, con dolor (en "El Papus")
- 1977 El Profesor Cojonciano (en "El Jueves")[1]